# Heteromysis norvegica
Heteromysis norvegica är en kräftdjursart som beskrevs av Georg Ossian Sars 1883. Heteromysis norvegica ingår i släktet Heteromysis och familjen Mysidae. Inga underarter finns listade i Catalogue of Life.